# Jocs Olímpics d'Estiu de 2028
Els Jocs Olímpics de Los Angeles 2028, oficialment coneguts com els Jocs de la XXXIV Olimpíada, seran un esdeveniment internacional multiesportiu que es durà a terme el 2028 a la ciutat de Los Angeles, Estats Units. Inicialment, Los Angeles va presentar la seva candidatura als Jocs Olímpics de 2024. Encara que s'havia plantejat que la seu d'aquests Jocs fos seleccionada el 13 de setembre de 2017, durant la 130a Sessió del Comitè Olímpic Internacional a Lima, el 31 de juliol de 2017, Los Angeles va arribar a un acord amb el COI per retirar la seva candidatura i acceptar organitzar els Jocs de 2028, permetent que París –una de les dues ciutats candidates restants– acollís l'esdeveniment en 2024. L'acord tripartit –París-Los Angeles-COI– va ser ratificat a la sessió del COI a Perú.